# 6120 Anhalt
A 6120 Anhalt (ideiglenes jelöléssel 1987 QR) a Naprendszer kisbolygóövében található aszteroida. Freimut Börngen fedezte fel 1987. augusztus 21-én.